# Neurazy
Neurazy (en allemand : Neuras) est une commune du district de Plzeň-Sud, dans la région de Plzeň, en République tchèque. Sa population s'élevait à 729 habitants en 2022.

## Géographie
Neurazy se trouve à 7 km au sud-ouest de Nepomuk, à 35 km au sud-sud-est de Plzeň et à 97 km au sud-ouest de Prague.
La commune est limitée par Žinkovy et Nepomuk au nord, par Kozlovice à l'est, par Polánka, Plánice et Mlýnské Struhadlo au sud, et par Měčín à l'ouest.

## Histoire
La première mention écrite de la localité date de 1551.

## Administration
La commune se compose de sept sections :
- Neurazy
- Klikařov
- Nová Ves u Nepomuka
- Partoltice
- Radochovy
- Soběsuky
- Vojovice

## Transports
Par la route, Neurazy se trouve à 20 km de Nepomuk, à 42 km de Plzeň et à 117 km de Prague. 